# 522
522 (DXXII) var ett normalår som började en lördag i den julianska kalendern.

## Händelser

### Okänt datum
- Anicius Manlius Severinus Boethius kastas i fängelse, anklagad för sammansvärjning mot Theoderik den store.
- Amalaric blir kung av visigoterna.
- Yusuf dhu-Nuwas tar makten i Jemen.

## Födda
- Kejsar Wen av Chen

## Avlidna
- Eochaid mac Óengusa, kung av Munster.